# Серафим (Самойлович)
Серафим Самойлович (в миру Семен Миколайович Самойлович; 2 серпня 1881, Миргород — 28 жовтня 1937) — релігійний діяч Російської імперії та СССР, місіонер на Алясці. Один із лідерів руху «іосифлян».
Архієпископ Углицький, вікарій Ярославської єпархії РПЦ МП, місцеблюститель РПЦ (1927—1928).

## Життєпис
Народився у Миргороді в родині псаломщика. Випускник Лубенського духовного училища. Після закінчення Полтавської духовної семінарії 1902, направлений на Аляску, в клір Алеутської єпархії ВПСРІ, яку тоді очолював єпископ Тихон (Беллавін), — майбутній Патріарх Московський. На Алясці Семен Самойлович працював вчителем: спочатку Уналашкинської, а з липня 1905 — Ситкінської двокласних шкіл.
25 вересня 1905 прийняв постриг з ім'ям Серафим, 2 жовтня рукопокладений єпископом Аляски Інокентієм Пустинським в ієродиякона з зарахуванням до Ситкінського архиєрейського будинку, а 1906 — у ієромонаха.
З 1 серпня 1906 — настоятелем храму в Нурекському приході одночасно очоливши Нурекську духовну місію. 1908 — викладач Священного Писання і основного богослів'я в Ситкінській духовній семінарії.
1909 — ієромонах Серафим служив помічником єпархіального місіонера у Владикавказі, а з 1 вересня духівником Александровської духовної семінарії (Осетія). 13 квітня 1910 призначений намісником Братського першокласного монастиря в Могилеві, але служив там всього декілька місяців і вже в кінці червня був переведений (на ту ж посаду) в Толгський монастир (Ярославська губернія).
1915 — на посаді настоятеля Покровського монастиря в м. Углич Ярославської губернії. Наступного року направлений настоятелем Алексеєвського монастиря в тому ж місті.
15 лютого 1920 року хиротонісаний на єпископа Углицького, вікарія Ярославської єпархії РПЦ МП. 1922 — перший арешт в Ярославській в'язниці.
З 15 січня 1924 року єпископ Серафим знову на Ярославській кафедрі — тимчасово керуючий єпархією. У цьому ж році патріархом Тихоном зведений у сан архієпископа Углицького РПЦ МП і зазнав другого, цього разу нетривалого, арешту.
1925 тимчасово управляв Ярославською єпархією. З 29 грудня 1926-го по 12 квітня 1927 року архієпископ Углицький, вікарій Ярославської єпархії Серафим згідно із розпорядженням митрополита Ленінградського Іосифа Петрових був заступником Патріаршого Міцеблюстителя (в період ув'язнення митрополита Сергія Страгородського став першоієрархом Російської православної церкви).
Архієпископа Серафима було негайно викликаний до московського відділу ОДПУ, де йому було поставлено віроломне запитання: кого він залишить наступником на випадок свого арешту. Архієпископ Серафим, розуміючи, що названа ним людина найближчим часом опиниться у в'язниці, відповів: «Самого Господа Ісуса Христа». Гепеушник здивовано поглянув на нього і сказав: «Всі у вас залишали собі заступників: і Тихон Патріарх, і Петро Митрополит». «Ну а я на Господа Бога залишив Церкву», — повторив архієпископ Серафим: «Хай всьому світу буде відомо, як живеться православним християнам у вільній державі»…
Сильним кроком комуністів було звільнення митрополита Сергія (Страгородського), який 27 березня 1927 року вступив в управління Церквою. 29 липня 1927 року він публікує скандальну «Декларацію», якою Церква повністю підпорядковувалась комуністичній державі, що викликало велике збурення серед духовенства та мирян. До митрополита Сергія формується так звана «ярославська опозиція», яку разом з митрополитом Агафангелом Преображенським, очолює архієпископ Серафим.
Одночасно з підписаним всією групою ярославських ієрархів «актом відходу», яким розривалось всяке спілкування з митрополитом Сергієм, архієпископ Серафим до нього особистого листа, з якого видно, як доброзичливо і співчутливо відносився він до митрополита, і як бажав переконати його в непримиримості Христа і підданої анафемі патріархом Тихоном радянської влади.

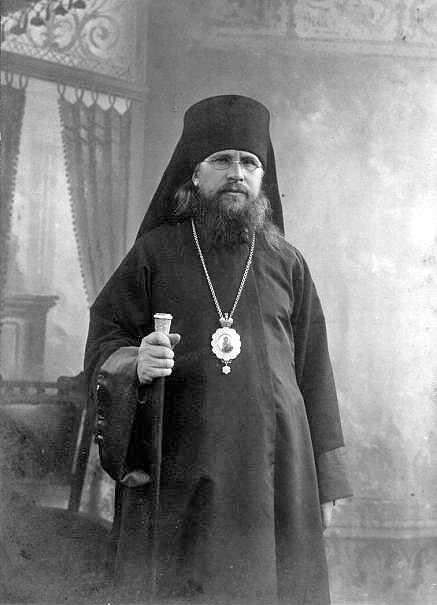

Водночас він докоряє митрополитові Сергію: «…Як багато з'явилося нових страждальників, — писав архієпископ Серафим (Самойлович), — яких страждання ще більш посилюються свідомістю того, що ці страждання з'явилися наслідком вашої нової політики». Тут він говорить про те, що після видання скандальної «Декларації», Митрополит Сергій стає співучасником посилення комуністичних репресій.
На подібні листи митрополит Сергий відповідав забороною в богослужінні. Так сталось і архієпископом Серафимом — того ж року, 11 квітня, він був звільнений від управління Углицьким вікаріатством, а 30 травня — заборонений у служінні.
20 січня наступного року архієпископ Серафим направив звернення до архипастирів і вірних Російської православної церкви, в якому заперечував усі заборони, що накладені і накладаються митрополитом Сергієм як, не законні і не канонічні.
1926-й рік — рік ще одного короткочасного (на три дні) арешту архієпископа Серафима. Це сталося в грудні, а в березні 1927-го, приїхавши по виклику до Москви, він там знову потрапляє в застінки ОДПУ, і знову на три дні. 17 лютого 1928 року архієпископ Серафим був арештований знову, і подальша черга арештів і заслань фактично була безперервною.
28 жовтня 1937 трійка НКВД СССР по Новосибірської області засудила Самойловича до розстрілу. 4 листопада розстріляно.

## Прославлення
1989 реабілітували, а 13–16 серпня 2000-го Архієрейський Собор Російської Православної Церкви канонізував як священномученика Серафима.
Пам'ять у Першу неділю, починаючи з 7 лютого 2002 року (у Соборі новомучеників і сповідальників російських) і 4 листопада (в день мученицької кончини).